# Sedó
Sedó és una entitat de població del municipi de Torrefeta i Florejacs, a la comarca de la Segarra. Està situat a l'extrem sud del terme, a la fondalada formada pel riu Sió, Molt a prop del poble de Riber, i a la riba dreta del riu. Amb 109 habitants, és el nucli més poblat del terme. El nucli conserva molts elements d'arquitectura tradicional, carrers coberts, porxos, cases amb elements medievals i platerescos. L'església parroquial del poble, dedicada a Sant Donat, conserva l'estructura i una portalada del gòtic tardà. Altres monuments d'interès del poble són l'antic castell de Sedó i l'ermita de les Santes Masses, situada a un quilòmetre al Nord-Est del nucli.